# The Dave Howard Singers
The Dave Howard Singers — культовая канадская альтернативная рок-группа, изначально сформированная в Торонто. Проект основан на талантах певца и автора песен Дэйва Ховарда (единственного постоянного участника) и фирменном звучании его электрооргана Ace Tone. Во второй половине 1980-х годов группа проживала в Великобритании (и привлекла многих участников оттуда), где они были культовым коллективом, несколько раз появляясь на общенациональном телевидении. Кавер-версия песни «Rock On» Дэвида Эссекса 1986 года была спродюсирована Жан-Жак Бёрнелом из The Stranglers. Видеоклип на песню крутился в Великобритании на таких шоу, как «The Tube» и «The Chart Show».
Группа была выбрана для представления Канады на английском фестивале WOMAD в июле 1985 года. The Dave Howard Singers гастролировали в конце 80-х по Европе и заезжали также Россию.
Творчество Ховарда известно своей смесью эксцентричного юмора и искренности, а также его настойчивыми попытками объединить крайне разрозненные и противоречивые элементы легкой популярной музыки (мелодии в стиле лаунж, вокал эстрадных певцов) и индустриальной/электронной авангардной музыки (быстрые электронные ритмы, нойз, скриминг). Энергичное сценическое мастерство и крайне эмоциональный стиль исполнения Ховарда привели к тому, что его стали называть «сюрреалистическим революционером», «артистом водевиля для постапокалиптической эпохи» и «чертовски безответственным и развращенным». Его песни описывали как «вызывающие в памяти особый мир, одновременно утешительный и жестокий». Сам Ховард признался: «У меня всегда была страсть к исследованию экстремальных эмоций, особенно в моей работе. Крайне ненормальной, восторженной, безумной, вводящей в заблуждение, как вам нравится».

## Дискография
Альбомы
- Alone And Gone (1983, self-released cassette album)
- It’s About Time, (1991, Ghetto Recording Company, Germany-only – also released in Canada as Devoured album 13)

Синглы и мини-альбомы
- A Loan And A Yawn (1983, self-released cassette EP)
- Whoishe? EP (1985, Hallelujah! Records) (UK Indie No. 39)[1]
- Goodnight Karl Malden EP (1986, Hallelujah! Records)
- "Rock On" (1986, Fun After All Records)
- "It Doesn't Cut Like a Knife" (1987, Hallelujah! Records)
- Yon Yonson (1987, Hallelujah! Records) (UK Indie No. 4)[1]
- Yon Yonson Meets Dr R-R-Ruth (1987, Hallelujah! Records)
- "Chances" (1988, Pinpoint)
- What Do You Say To An Angel? (1989, Pinpoint Records)
- All My Relatives Look The Same (1990, Ghetto Recording Company)

Сборники
- What Your Girlfriend Threw Out, Or Your Friend Never Returned (2007, DHS - compiles the four EPs “Whoishe?”, “Goodnight Karl Malden”, “Rock On”, “Yon Yonson”)[8]